# 12522 Rara
A 12522 Rara (ideiglenes jelöléssel 1998 HL99) a Naprendszer kisbolygóövében található aszteroida. A LINEAR projekt keretében fedezték fel 1998. április 21-én.